# Lista de chefes de Estado do Brasil
Esta lista de chefes de Estado do Brasil apresenta, em ordem cronológica, os indivíduos que exerceram a mais alta autoridade política do país desde a sua independência, proclamada em 1822. Ao longo de sua história, o Brasil passou por diferentes formas de governo, desde a monarquia constitucional do Império até as diversas fases da República, e cada uma dessas etapas contou com lideranças distintas, com diferentes títulos, poderes e contextos históricos. Esta lista contempla imperadores, presidentes provisórios e constitucionais, assim como presidentes de facto durante períodos de instabilidade política.

## Monarcas do Brasil (1500–1889)

### Colônia do Reino de Portugal (1500–1815)
Casa de Avis
O Brasil é descoberto pelos navegadores portugueses em 22 de abril de 1500 e se torna uma colônia portuguesa. 
| Retrato | Monarca (Nascimento–Morte) | Reinado                | Reinado                | Reinado                    | Família | Notas                                                    | Ref.  |
| Retrato | Monarca (Nascimento–Morte) | Início                 | Fim                    | Duração                    | Família | Notas                                                    | Ref.  |
| ------- | --- | ---------------------- | ---------------------- | -------------------------- | ------- | -------------------------------------------------------- | ----- |
|         | Manuel I de Portugal O Venturoso (1469–1521) | 25 de outubro de 1495  | 13 de dezembro de 1521 | 26 anos, 2 meses e 18 dias | Avis    | Primo de João II Neto de Eduardo I                       | [ 2 ] |
|         | João III de Portugal O Piedoso; O Colonizador (1502–1557)                                                                                           | 13 de dezembro de 1521 | 11 de junho de 1557    | 35 anos, 5 meses e 29 dias | Avis    | Filho de Manuel I                                        | [ 3 ] |
|         | Sebastião I de Portugal O Desejado; O Adormecido; O Adormecido; O Herói Adormecido; O Rei Adormecido; O Rei Virgem; O Oculto; O Cruzado (1554–1578) | 11 de junho de 1557    | 4 de agosto de 1578    | 21 anos, 1 mês e 24 dias   | Avis    | Neto de João III                                         | [ 4 ] |
|         | Henrique I de Portugal O Casto; O Cardeal; O Cardeal-Rei (1512–1580)                                                                                | 4 de agosto de 1578    | 31 de janeiro de 1580  | 1 ano, 5 meses e 27 dias   | Avis    | Filho de Manuel I Irmão de João III Tio-avô de Sebastião | [ 5 ] |

Casa de Habsburgo
A Casa de Habsburgo, conhecida como Dinastia Filipina, foi a casa que governou Portugal de 1581 a 1640. A dinastia teve início com a aclamação de Filipe II da Espanha como Filipe I de Portugal em 1580, oficialmente reconhecido em 1581 pelas Cortes Portuguesas de Tomar. Filipe I jurou governar Portugal como um reino separado de seus domínios espanhóis, sob a união pessoal conhecida como União Ibérica. 
| Retrato | Monarca (Nascimento–Morte)                                                     | Reinado                | Reinado                | Reinado                    | Família   | Notas                                   | Ref.  |
| Retrato | Monarca (Nascimento–Morte)                                                     | Início                 | Fim                    | Duração                    | Família   | Notas                                   | Ref.  |
| ------- | ------------------------------------------------------------------------------ | ---------------------- | ---------------------- | -------------------------- | --------- | --------------------------------------- | ----- |
|         | Filipe II de Espanha e I de Portugal O Prudente (1527–1598)                    | 17 de abril de 1581    | 13 de setembro de 1598 | 17 anos, 4 meses e 27 dias | Habsburgo | Neto de Manuel I Sobrinho de Henrique I | [ 6 ] |
|         | Filipe III de Espanha e II de Portugal O Piedoso (1578–1621)                   | 13 de setembro de 1598 | 31 de março de 1621    | 22 anos, 6 meses e 18 dias | Habsburgo | Filho de Filipe I                       | [ 7 ] |
|         | Filipe IV de Espanha e III Portugal O Grande; O Tirano; O Opressor (1605–1665) | 31 de março de 1621    | 1 de dezembro de 1640  | 19 anos e 8 meses          | Habsburgo | Filho de Filipe II                      | [ 8 ] |

Casa de Bragança
A Casa de Bragança, também conhecida como Dinastia Brigantina, chegou ao poder em 1640, quando João II, Duque de Bragança, afirmou ser o herdeiro legítimo da extinta Casa de Avis, pois era tataraneto do Rei Manuel I. João foi proclamado Rei João IV e depôs a Casa de Habsburgo na Guerra da Restauração Portuguesa. 
| Retrato | Monarca (Nascimento–Morte)                                                                                                 | Reinado                 | Reinado                 | Reinado                    | Família  | Notas                               | Ref.   |
| Retrato | Monarca (Nascimento–Morte)                                                                                                 | Início                  | Fim                     | Duração                    | Família  | Notas                               | Ref.   |
| ------- | --- | ----------------------- | ----------------------- | -------------------------- | -------- | ----------------------------------- | ------ |
|         | João IV de Portugal O Restaurador; O Afortunado; O Rei Músico (1604–1656)                                                  | 1 de dezembro de 1640   | 6 de novembro de 1656   | 15 anos, 11 meses e 5 dias | Bragança | Tataraneto de Manuel I              | [ 9 ]  |
|         | Afonso VI de Portugal O Vitorioso (1578–1621)                                                                              | 6 de novembro de 1656   | 12 de setembro de 1683  | 26 anos, 10 meses e 6 dias | Bragança | Filho de João IV                    | [ 10 ] |
|         | Pedro II de Portugal O Pacífico (1605–1665)                                                                                | 6 de novembro de 1683   | 9 de dezembro de 1706   | 23 anos, 1 mês e 3 dias    | Bragança | Filho de João IV Irmão de Afonso VI | [ 11 ] |
|         | João V de Portugal O Magnânimo; O Magnífico; O Generoso; O Rei Fiel; O Amante das Freiras; O Rei-Sol Português (1578–1621) | 9 de dezembro de 1706   | 31 de julho de 1750     | 43 anos, 7 meses e 22 dias | Bragança | Filho de Pedro II                   | [ 12 ] |
|         | José I de Portugal O Reformador (1714–1777)                                                                                | 31 de julho de 1750     | 24 de fevereiro de 1777 | 26 anos, 6 meses e 24 dias | Bragança | Filho de João V                     | [ 13 ] |
|         | Maria I de Portugal A Piedosa; A Louca (1734–1816)                                                                         | 24 de fevereiro de 1777 | 20 de março de 1816     | 39 anos e 25 dias          | Bragança | Filha de José I                     | [ 14 ] |

### Reino do Brasil (1815–1822)
A Casa de Bragança continuou a governar o Brasil e, em 16 de dezembro de 1815, o Príncipe Regente D. João, futuro Rei D. João VI, elevou o Brasil à categoria de reino, tornando sua mãe, D. Maria I, a Rainha reinante, a primeira Monarca do Brasil. No ano seguinte, em 20 de março de 1816, D. João sucedeu à sua mãe como Rei da monarquia unificada luso-brasileira. 
| Retrato | Monarca (Nascimento–Morte)                         | Reinado                | Reinado               | Reinado                   | Família  | Notas            | Ref.   |
| Retrato | Monarca (Nascimento–Morte)                         | Início                 | Fim                   | Duração                   | Família  | Notas            | Ref.   |
| ------- | -------------------------------------------------- | ---------------------- | --------------------- | ------------------------- | -------- | ---------------- | ------ |
|         | Maria I de Portugal A Piedosa; A Louca (1734–1816) | 16 de dezembro de 1815 | 20 de março de 1816   | 3 meses e 4 dias          | Bragança | Filha de José I  | [ 14 ] |
|         | João VI de Portugal O Clemente (1767–1826)         | 20 de março de 1816    | 7 de setembro de 1822 | 6 anos, 5 meses e 18 dias | Bragança | Filho de Maria I | [ 16 ] |

### Império do Brasil (1822–1889)
A Casa de Bragança continuou a governar o Brasil depois que D. Pedro I, filho de D. João VI, foi aclamado o primeiro Imperador do Brasil em 12 de outubro de 1822, após proclamar a independência do Reino do Brasil de Portugal. Ele foi sucedido em 7 de abril de 1831 por seu filho D. Pedro II, o último monarca do Brasil, que reinou por 58 anos. 
| Retrato | Monarca (Nascimento–Morte)                                | Reinado                | Reinado                | Reinado                   | Família  | Notas            | Ref.   |
| Retrato | Monarca (Nascimento–Morte)                                | Início                 | Fim                    | Duração                   | Família  | Notas            | Ref.   |
| ------- | --------------------------------------------------------- | ---------------------- | ---------------------- | ------------------------- | -------- | ---------------- | ------ |
|         | Pedro I do Brasil O Libertador; O Rei Soldado (1734–1816) | 7 de setembro de 1822  | 7 de abril de 1831     | 8 anos e 7 meses          | Bragança | Filho de João VI | [ 17 ] |
|         | João VI de Portugal O Clemente (1767–1826)                | 15 de novembro de 1825 | 10 de março de 1826    | 3 meses e 23 dias         | Bragança | Filho de Maria I | [ 16 ] |
|         | Pedro II do Brasil O Magnânimo (1825–1891)                | 7 de abril de 1831     | 15 de novembro de 1889 | 58 anos, 7 meses e 8 dias | Bragança | Filho de Pedro I | [ 18 ] |

## Presidentes do Brasil (1889–presente)

### República Velha (1889–1930)
Em 15 de novembro de 1889, um golpe de Estado liderado pelo Marechal Deodoro da Fonseca depôs o Imperador Pedro II e extinguiu a monarquia brasileira. O sistema parlamentarista foi substituído por uma república presidencialista.
| N°. | Retrato              | Presidente (Nascimento–Morte)  | Eleição | Mandato                                                                         | Mandato                | Mandato                    | Partido                         | Vice-presidente(s) | Vice-presidente(s)                           |
| N°. | Retrato              | Presidente (Nascimento–Morte)  | Eleição | Posse                                                                           | Fim do Mandato         | Tempo no cargo             | Partido                         | Vice-presidente(s) | Vice-presidente(s)                           |
| --- | -------------------- | ------------------------------ | ------- | ------------------------------------------------------------------------------- | ---------------------- | -------------------------- | ------------------------------- | ------------------ | -------------------------------------------- |
| 1   |                      | Deodoro da Fonseca (1827–1892) | 1891    | Chefe do Governo Provisório após 15 de novembro de 1889 26 de fevereiro de 1891 | 23 de novembro de 1891 | 2 anos e 8 dias            | Nenhum (militar)                |                    | Floriano Peixoto                             |
| 2   |                      | Floriano Peixoto (1839–1895)   | —       | 23 de novembro de 1891                                                          | 15 de novembro de 1894 | 2 anos, 11 meses e 23 dias | Nenhum (militar)                | Vago               | Vago                                         |
| 3   |                      | Prudente de Morais (1841–1902) | 1894    | 15 de novembro de 1894                                                          | 14 de novembro de 1898 | 4 anos                     | Partido Republicano Federal     |                    | Manuel Vitorino (PR Federal)                 |
| 4   |                      | Campos Sales (1841–1913)       | 1898    | 15 de novembro de 1898                                                          | 14 de novembro de 1902 | 4 anos                     | Partido Republicano Paulista    |                    | Francisco de Assis Rosa e Silva (PR Federal) |
| 5   |                      | Rodrigues Alves (1848–1919)    | 1902    | 15 de novembro de 1902                                                          | 14 de novembro de 1906 | 4 anos                     | Partido Republicano Paulista    |                    | Silviano Brandão (PRM)                       |
| 5   | Afonso Pena (PRM)    | Rodrigues Alves (1848–1919)    | 1902    | 15 de novembro de 1902                                                          | 14 de novembro de 1906 | 4 anos                     | Partido Republicano Paulista    |                    |                                              |
| 6   |                      | Afonso Pena (1847–1909)        | 1906    | 15 de novembro de 1906                                                          | 14 de junho de 1909    | 2 anos, 6 meses e 30 dias  | Partido Republicano Mineiro     |                    | Nilo Peçanha (PRF)                           |
| 7   |                      | Nilo Peçanha (1867–1924)       | —       | 14 de junho de 1909                                                             | 14 de novembro de 1910 | 1 ano e 5 meses            | Partido Republicano Fluminense  | Vago               | Vago                                         |
| 8   |                      | Hermes da Fonseca (1855–1923)  | 1910    | 15 de novembro de 1910                                                          | 14 de novembro de 1914 | 4 anos                     | Partido Republicano Conservador |                    | Venceslau Brás (PRM)                         |
| 9   |                      | Venceslau Brás (1868–1966)     | 1914    | 15 de novembro de 1914                                                          | 14 de novembro de 1918 | 4 anos                     | Partido Republicano Mineiro     |                    | Urbano Santos (PRM)                          |
| —   |                      | Rodrigues Alves (1848–1919)    | 1918    | Nunca assumiu o cargo                                                           | Nunca assumiu o cargo  | Nunca assumiu o cargo      | Partido Republicano Paulista    |                    | Delfim Moreira (PRM)                         |
| 10  |                      | Delfim Moreira (1868–1920)     | —       | Presidente Interino após 15 de novembro de 1918 16 de janeiro de 1919           | 28 de julho de 1919    | 8 meses e 13 dias          | Partido Republicano Mineiro     | Vago               | Vago                                         |
| 11  |                      | Epitácio Pessoa (1865–1942)    | 1919    | 28 de julho de 1919                                                             | 14 de novembro de 1922 | 3 anos, 3 meses e 17 dias  | Partido Republicano Mineiro     |                    | Delfim Moreira (PRM)                         |
| 11  | Bueno de Paiva (PRM) | Epitácio Pessoa (1865–1942)    | 1919    | 28 de julho de 1919                                                             | 14 de novembro de 1922 | 3 anos, 3 meses e 17 dias  | Partido Republicano Mineiro     |                    |                                              |
| 12  |                      | Artur Bernardes (1875–1955)    | 1922    | 15 de novembro de 1922                                                          | 14 de novembro de 1926 | 4 anos                     | Partido Republicano Mineiro     |                    | Estácio Coimbra (PRB)                        |
| 13  |                      | Washington Luís (1869–1957)    | 1926    | 15 de novembro de 1926                                                          | 24 de outubro de 1930  | 3 anos, 11 meses e 9 dias  | Partido Republicano Paulista    |                    | Fernando de Melo Viana (PRM)                 |
| —   |                      | Júlio Prestes (1882–1946)      | 1930    | Nunca assumiu o cargo                                                           | Nunca assumiu o cargo  | Nunca assumiu o cargo      | Partido Republicano Paulista    |                    | Vital Soares (PRB)                           |

### Era Vargas (1930–1946)
A Era Vargas, também conhecida como Segunda República Brasileira e Terceira República Brasileira, teve início após a Revolução Brasileira de 1930. Washington Luís foi deposto em 24 de outubro, e a Junta Militar Brasileira assumiu o poder. Vargas assumiu a liderança da junta em 3 de novembro de 1930. 
| N°. | Retrato           | Presidente (Nascimento–Morte) | Eleição | Mandato                                                                    | Mandato               | Mandato                     | Partido                           | Vice-presidente(s) |
| N°. | Retrato           | Presidente (Nascimento–Morte) | Eleição | Posse                                                                      | Fim do Mandato        | Tempo no cargo              | Partido                           | Vice-presidente(s) |
| --- | ----------------- | ----------------------------- | ------- | -------------------------------------------------------------------------- | --------------------- | --------------------------- | --------------------------------- | ------------------ |
| —   |                   | Tasso Fragoso                 | —       | 24 de outubro de 1930                                                      | 3 de novembro de 1930 | 10 dias                     | Nenhum (Junta Militar Provisória) | Vago               |
| —   | Isaías de Noronha |                               | —       | 24 de outubro de 1930                                                      | 3 de novembro de 1930 | 10 dias                     | Nenhum (Junta Militar Provisória) | Vago               |
| —   | Mena Barreto      |                               | —       | 24 de outubro de 1930                                                      | 3 de novembro de 1930 | 10 dias                     | Nenhum (Junta Militar Provisória) | Vago               |
| 14  |                   | Getúlio Vargas (1882–1954)    | 1934    | Chefe do Governo Provisório após 3 de novembro de 1930 20 de julho de 1934 | 29 de outubro de 1945 | 14 anos, 11 meses e 26 dias | Nenhum                            | Vago               |
| 15  |                   | José Linhares (1886–1957)     | —       | 29 de outubro de 1945                                                      | 31 de janeiro de 1946 | 3 meses e 2 dias            | Nenhum                            | Vago               |

### República Populista (1946–1964)
A República de 46 ou Quarta República Brasileira começou depois que Vargas foi deposto por um golpe militar em 1945. No entanto, Vargas seria eleito presidente novamente em 1950 até seu suicídio, com sua influência na política brasileira permanecendo até o fim da Quarta República. 
| N°. | Portrait          | Presidente (Nascimento–Morte)                             | Eleição | Mandato                                                             | Mandato | Mandato                   | Partido                        | Vice-presidente(s) | Vice-presidente(s) |
| N°. | Portrait          | Presidente (Nascimento–Morte)                             | Eleição | Posse                                                               | Fim do Mandato | Tempo no cargo            | Partido                        | Vice-presidente(s) | Vice-presidente(s) |
| --- | ----------------- | --------------------------------------------------------- | ------- | ------------------------------------------------------------------- | --- | ------------------------- | ------------------------------ | ------------------ | ------------------ |
| 16  |                   | Eurico Gaspar Dutra (1883–1974)                           | 1945    | 31 de janeiro de 1946                                               | 31 de janeiro de 1951 | 5 anos                    | Partido Social Democrático     | Vago               | Vago               |
| 16  | Nereu Ramos (PSD) | Eurico Gaspar Dutra (1883–1974)                           | 1945    | 31 de janeiro de 1946                                               | 31 de janeiro de 1951 | 5 anos                    | Partido Social Democrático     |                    |                    |
| 17  |                   | Getúlio Vargas (1882–1954)                                | 1950    | 31 de janeiro de 1951                                               | 24 de agosto de 1954 | 3 anos, 6 meses e 24 dias | Partido Trabalhista Brasileiro |                    | Café Filho (PSP)   |
| 18  |                   | João Café Filho (1899–1970)                               | —       | Presidente Interino após 24 de agosto de 1954 3 de setembro de 1954 | Em incapacidade autodeclarada desde 8 de novembro de 1955 e impedido de retomar os poderes da presidência a partir de 22 de novembro de 1955 8 de novembro de 1955 | 1 ano, 2 meses e 15 dias  | Partido Social Progressista    | Vago               | Vago               |
| 19  |                   | Carlos Luz (1894–1961) Presidente Interino por Café Filho | —       | 8 de novembro de 1955                                               | 11 de novembro de 1955 | 3 dias                    | Partido Social Democrático     | Vago               | Vago               |
| 20  |                   | Nereu Ramos (1888–1958) Presidente Interino               | —       | 11 de novembro de 1955                                              | 31 de janeiro de 1956 | 2 meses e 20 dias         | Partido Social Democrático     | Vago               | Vago               |
| 21  |                   | Juscelino Kubitschek (1902–1976)                          | 1955    | 31 de janeiro de 1956                                               | 31 de janeiro de 1961 | 5 anos                    | Partido Social Democrático     |                    | João Goulart (PTB) |
| 22  |                   | Jânio Quadros (1917–1992)                                 | 1960    | 31 de janeiro de 1961                                               | 25 de agosto de 1961 | 6 meses e 25 dias         | Partido Trabalhista Nacional   |                    | João Goulart (PTB) |
| 23  |                   | Ranieri Mazzilli (1910–1975) Presidente Interino          | —       | 25 de agosto de 1961                                                | 7 de setembro de 1961 | 13 dias                   | Partido Social Democrático     | Vago               | Vago               |
| 24  |                   | João Goulart (1918–1976)                                  | —       | 7 de setembro de 1961                                               | 1 de abril de 1964 | 2 anos, 6 meses e 25 dias | Partido Trabalhista Brasileiro | Vago               | Vago               |

### Ditadura militar (1964–1985)
A Quarta República terminaria após um golpe militar em 1964. Este golpe trouxe ao poder no Brasil uma ditadura militar que estava politicamente alinhado com os interesses do governo dos Estados Unidos.
| N°. | Retrato                 | Presidente (Nascimento–Morte)                    | Eleição | Mandato               | Mandato                                                                                      | Mandato                   | Partido                                    | Vice-presidente(s) | Vice-presidente(s)                             |
| N°. | Retrato                 | Presidente (Nascimento–Morte)                    | Eleição | Posse                 | Fim do Mandato                                                                               | Tempo no cargo            | Partido                                    | Vice-presidente(s) | Vice-presidente(s)                             |
| --- | ----------------------- | ------------------------------------------------ | ------- | --------------------- | -------------------------------------------------------------------------------------------- | ------------------------- | ------------------------------------------ | ------------------ | ---------------------------------------------- |
| 25  |                         | Ranieri Mazzilli (1910–1975) Presidente Interino | —       | 2 de abril de 1964    | 15 de abril de 1964                                                                          | 13 dias                   | Partido Social Democrático                 | Vago               | Vago                                           |
| 26  |                         | Humberto Castelo Branco (1897–1967)              | 1964    | 15 de abril de 1964   | 15 de março de 1967                                                                          | 2 anos e 11 meses         | Aliança Renovadora Nacional (militar)      |                    | José Maria Alkmin (PSD • ARENA)                |
| 27  |                         | Artur da Costa e Silva (1899–1969)               | 1966    | 15 de março de 1967   | 31 de agosto de 1969 Suspenso por problemas de saúde 14 de outubro de 1969 Removido do cargo | 2 anos, 5 meses e 16 dias | Aliança Renovadora Nacional (militar)      |                    | Pedro Aleixo (ARENA)                           |
| —   |                         | Pedro Aleixo (1901–1975)                         | —       | Nunca assumiu o cargo | Nunca assumiu o cargo                                                                        | Nunca assumiu o cargo     | Aliança Renovadora Nacional                | Vago               | Vago                                           |
| —   |                         | Augusto Rademaker                                | —       | 31 de agosto de 1969  | 30 de outubro de 1969                                                                        | 1 mês e 29 dias           | Nenhum (Junta Militar)                     | Vago               | Vago                                           |
| —   | Aurélio de Lira Tavares |                                                  | —       | 31 de agosto de 1969  | 30 de outubro de 1969                                                                        | 1 mês e 29 dias           | Nenhum (Junta Militar)                     | Vago               | Vago                                           |
| —   | Márcio Melo             |                                                  | —       | 31 de agosto de 1969  | 30 de outubro de 1969                                                                        | 1 mês e 29 dias           | Nenhum (Junta Militar)                     | Vago               | Vago                                           |
| 28  |                         | Emílio Garrastazu Médici (1905–1985)             | 1969    | 30 de outubro de 1969 | 15 de março de 1974                                                                          | 4 anos, 4 meses e 13 dias | Aliança Renovadora Nacional (militar)      |                    | Augusto Rademaker (ARENA) (militar)            |
| 29  |                         | Ernesto Geisel (1907–1996)                       | 1974    | 15 de março de 1974   | 15 de março de 1979                                                                          | 5 anos                    | Aliança Renovadora Nacional (militar)      |                    | Adalberto Pereira dos Santos (ARENA) (militar) |
| 30  |                         | João Figueiredo (1918–1999)                      | 1978    | 15 de março de 1979   | 15 de março de 1985                                                                          | 6 anos                    | Partido Democrático Social (PDS) (militar) |                    | Aureliano Chaves (ARENA · PDS · DEM) (militar) |

### Nova República (1985–presente)
A ditadura militar durou 21 anos, até 1985, quando Neves foi eleito indiretamente, o primeiro presidente civil do Brasil desde as eleições de 1960. Conhecida também como Sexta República Brasileira ou Nova República, é o marco contemporâneo na história do Brasil. 
| N°. | Retrato | Presidente (Nascimento–Morte)     | Eleição   | Mandato                                                              | Mandato                                                                      | Mandato                   | Partido | Vice-presidente(s) | Vice-presidente(s)                    |
| N°. | Retrato | Presidente (Nascimento–Morte)     | Eleição   | Posse                                                                | Fim do Mandato                                                               | Tempo no cargo            | Partido | Vice-presidente(s) | Vice-presidente(s)                    |
| --- | ------- | --------------------------------- | --------- | -------------------------------------------------------------------- | ---------------------------------------------------------------------------- | ------------------------- | --- | ------------------ | ------------------------------------- |
| —   |         | Tancredo Neves (1910–1985)        | 1985      | Nunca assumiu o cargo                                                | Nunca assumiu o cargo                                                        | Nunca assumiu o cargo     | Movimento Democrático Brasileiro Partido do Movimento Democrático Brasileiro (PMDB)                                        |                    | José Sarney MDB (PMDB)                |
| 31  |         | José Sarney (1930–)               | —         | Presidente Interino após 15 de março de 1985 21 de abril de 1985     | 15 de março de 1990                                                          | 5 anos                    | Movimento Democrático Brasileiro Partido do Movimento Democrático Brasileiro (PMDB)                                        | Vago               | Vago                                  |
| 32  |         | Fernando Collor de Mello (1949–)  | 1989      | 15 de março de 1990                                                  | Poderes e deveres suspensos após 2 de outubro de 1992 29 de dezembro de 1992 | 2 anos, 9 meses e 14 dias | AGIR Partido da Reconstrução Nacional (PRN)                                                                                |                    | Itamar Franco AGIR (PRN) • MDB (PMDB) |
| 33  |         | Itamar Franco (1930–2011)         | —         | Presidente Interino após 2 de outubro de 1992 29 de dezembro de 1992 | 1 de janeiro de 1995                                                         | 2 anos e 3 dias           | Movimento Democrático Brasileiro Partido do Movimento Democrático Brasileiro (PMDB)                                        | Vago               | Vago                                  |
| 34  |         | Fernando Henrique Cardoso (1931–) | 1994 1998 | 1 de janeiro de 1995                                                 | 1 de janeiro de 2003                                                         | 8 anos                    | Partido da Social Democracia Brasileira                                                                                    |                    | Marco Maciel DEM (PFL)                |
| 35  |         | Luiz Inácio Lula da Silva (1945–) | 2002 2006 | 1 de janeiro de 2003                                                 | 1 de janeiro de 2011                                                         | 8 anos                    | Partido dos Trabalhadores                                                                                                  |                    | José Alencar PL· REPUBLICANOS (PRB)   |
| 36  |         | Dilma Rousseff (1947–)            | 2010 2014 | 1 de janeiro de 2011                                                 | Poderes e deveres suspensos após 12 de maio de 2016 31 de agosto de 2016     | 5 anos, 7 meses e 30 dias | Partido dos Trabalhadores                                                                                                  |                    | Michel Temer MDB (PMDB)               |
| 37  |         | Michel Temer (1940–)              | —         | Presidente Interino após 12 de maio de 2016 31 de agosto de 2016     | 1 de janeiro de 2019                                                         | 2 anos, 4 meses e 1 dia   | Movimento Democrático Brasileiro                                                                                           | Vago               | Vago                                  |
| 38  |         | Jair Bolsonaro (1955–)            | 2018      | 1 de janeiro de 2019                                                 | 1 de janeiro de 2023                                                         | 4 anos                    | Partido Social Liberal (até 19 de novembro de 2019) Independente (2019–2021) Partido Liberal (após 30 de novembro de 2021) |                    | Hamilton Mourão PRTB · Republicanos   |
| 39  |         | Luiz Inácio Lula da Silva (1945–) | 2022      | 1 de janeiro de 2023                                                 | Incumbente                                                                   | 2 anos, 6 meses e 20 dias | Partido dos Trabalhadores                                                                                                  |                    | Geraldo Alckmin PSB                   |